# Adrian Hill
Adrian Vivian Sinton Hill, född 9 oktober 1958 i Dublin i Irland, är en irländsk vaccinforskare. Han är professor i humangenetik och chef för Jenner Institute inom University of Oxford. 
Adrian Hill utbildade sig i medicin först på Trinity College Dublin och därefter  på Magdalen College, Oxford, där han tog läkarexamen 1982. Han disputerade på University of Oxford 1986 på forskning om talassemi.
Han har arbetat på "Wellcome Trust Centre for Human Genetics", där hans forskargrupp studerade genetisk anknytning för infektioner som malaria, tuberkulos och HIV. Han har senare arbetat med att utveckla vaccinkandidater som ger T-cellsimmunitet med användning av bland annat adenovirus. Hans forskargrupp har utvecklat vacciner mot malaria. År 2014 ledde han en klinisk studie om ebolavaccinet cAd3-ZEBOV.
Han grundade 2016 tillsammans med Sarah Gilbert vaccinutvecklingsföretaget Vaccitech, som är ett spinofföretag från Oxfords universitet.

## Vaccin mot covid-19
Jenner Institute och Oxford Vaccine Group utvecklade under 2020 covid-19-vaccinet AZD1222 i samarbete med kinesiska Fosun Pharma och senare Astra Zeneca. Adrian Hill var en av dem som ledde forskningsarbetet, tillsammans med bland andra Sarah Gilbert.

## Familj
Adrian Hill har varit gift med epidemiologen Sunetra Gupta (1965). Paret har två barn.